# Sacium abyssinicum
Sacium abyssinicum is een keversoort uit de familie molmkogeltjes (Corylophidae). De wetenschappelijke naam van de soort werd in 1940 gepubliceerd door Renaud Maurice Adrien Paulian.